# اس‌ام او-۱۸
اس‌ام یو-۱۸ (به انگلیسی: SM U-18) یک زیردریایی است که طول آن ۶۲٫۳۵ متر (۲۰۴ فوت ۷ اینچ) و ارتفاع آن ۷٫۳۰ متر (۲۳ فوت ۱۱ اینچ) می‌باشد. این زیردریایی در سال ۱۹۱۲ ساخته شد.